# Edward Arthur Lancaster
Pour les articles homonymes, voir Lancaster.
Edward Arthur Lancaster (22 septembre 1860-4 janvier 1916) est un homme politique canadien de l'Ontario. Il est député fédéral conservateur de la circonscription ontarienne de Lincoln et Niagara de 1900 à 1904 et de Lincoln de 1904 à son décès en 1916.

## Biographie
Né à Londres en Angleterre, Lancaster étudie dans les écoles publiques de London en Ontario et à Osgoode Hall. Il pratique ensuite le droit à St. Catharines.